# Joseph Mollet
Joseph Mollet (* 5. November 1756 in Aix-en-Provence; † 30. Januar 1829 in Aix-en-Provence) war ein französischer Mathematiker.
Ab 1800 war er Mitglied der Akademie von Lyon und Professor für Mathematik und Physik an der École centrale du département du Rhône.
1803 konstruierte er ein verbessertes pneumatisches Feuerzeug Tachypyrion (griech., Schnellfeuerzeug), das ab dem folgenden Jahr von den Brüdern Dumotiez produziert wurde.

## Werke
- Hydraulique physique: Ou; Connaissance des phénomènes ...; 1809
- Mécanique physique. Ou traité expérimental et raisonné du mouvement et de l’équilibre considérés dans les corps solides.; Avignon, Seguin, 1818
- Gnomonique graphique, ou méthode simple et facile pour tracer les cadrans solaires sur toute sorte de plans, et sur les surfaces de la sphère et du cylindre droit, sans aucun calcul, et en ne faisant usage que de la règle et du compas.